# St.-Lukas-Klinik Solingen-Ohligs

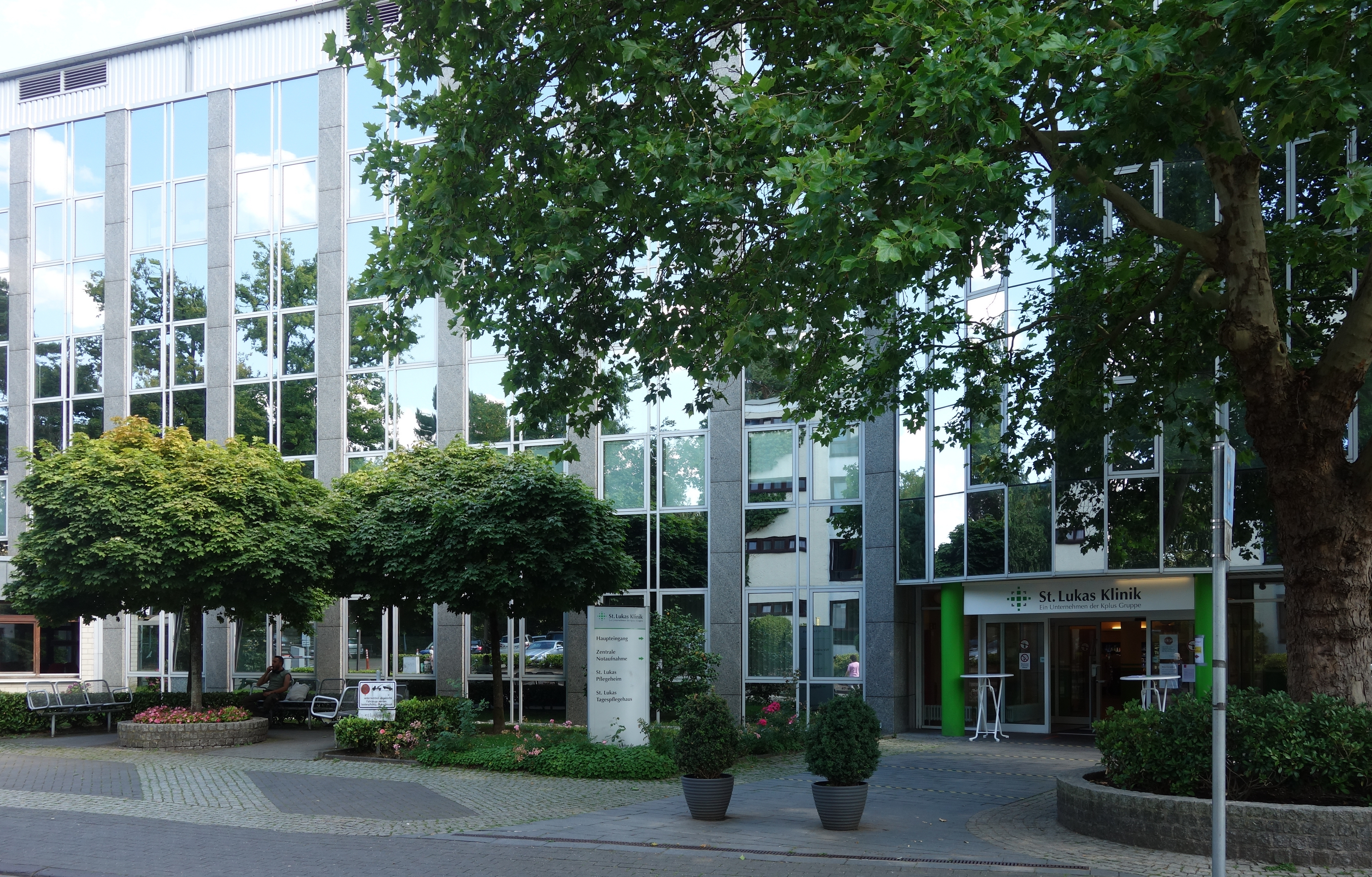
St.-Lukas-Klinik (2020)

Die St.-Lukas-Klinik war ein Krankenhaus im Solinger Stadtteil Ohligs, das sich in Trägerschaft der Kplus-Gruppe befand. Die Klinik hatte etwa 550 Mitarbeiter. Jährlich wurden etwa 12.000 stationäre und 17.000 ambulante Patienten behandelt.

## Geschichte
Die Wurzeln der St.-Lukas-Klinik liegen in der Ohligser Privatklinik von Carl Fervers. Dieser war bis zur Schließung des Ohligser Krankenhauses im Jahr 1934 als Arzt beschäftigt und wollte der Ohligser Bevölkerung auch weiterhin eine wohnortnahe ärztliche Versorgung bieten. Daher gründete er an der Merscheider Straße 2 gegenüber dem ehemaligen Rathaus eine Privatklinik, die schnell an Bedeutung gewann. Nach dem Zweiten Weltkrieg erhielt das Krankenhaus einen Operationssaal, später auch eine Kapelle, die dem Heiligen Lukas, dem Schutzpatron der Ärzte, geweiht wurde. Inzwischen wurden nicht nur Privatpatienten medizinisch versorgt, sondern auch Krankenkassenpatienten und Menschen, die auf Unterstützung angewiesen waren. Fervers wurde 1950 in Bonn zum außerplanmäßigen Professor ernannt und zum Leiter der Abteilung für klinische Psychologie berufen.
Auf Anraten und mit Unterstützung des Kölner Erzbischofs Joseph Kardinal Frings fassten die Kirchengemeinden von Ohligs, Merscheid und Wald den Entschluss, das von Fervers gegründete Werk weiterzuführen. Am 29. Juni 1952 wurde der Verein „St.-Lukas-Klinik“ gegründet, benannt nach dem Schutzpatron der Kapelle. Längst waren die Räume an der Merscheider Straße zu klein geworden, so dass 1961 die Grundsteinlegung für ein modernes Klinikgebäude an der Schwanenstraße stattfand. Eröffnet wurde es mit 382 Betten am 1. Juli 1963.
Im Jahre 1983 erfolgte die Gründung der St.-Lukas-Klinik GmbH, bis heute Träger des Krankenhauses. Die St.-Lukas-Klinik gehörte 1997 neben dem St.-Lukas-Pflegeheim und dem St.-Josefs-Krankenhaus Hilden zu den Gründern des Verbundes Kplus – Katholische Kliniken und Senioreneinrichtungen, aus dem sich die spätere Kplus-Gruppe mit ihren 30 Einrichtungen entwickelt hat.
1985 entstand der Anbau Ost, zehn Jahre später zog in einen weiteren Anbau die geriatrische Tagesklinik ein. 2002 wurde der OP-Trakt mit vier OP-Sälen eröffnet, der über der Geriatrischen Tagesklinik entstand. Auch die neue, deutlich vergrößerte Funktionsdiagnostik fand im Neubau ihren neuen Platz.
Um den pflegerischen Nachwuchs ausbilden zu können, schloss sich die Krankenpflegeschule der St.-Lukas-Klinik mit den Schulen aus Langenfeld und Haan zum Katholischen Bildungszentrum Haan zusammen. Das theoretische Wissen der 90 Auszubildenden der St.-Lukas-Klinik wurde fortan in Haan vermittelt, die praktische Ausbildung erfolgte weiterhin in Ohligs.
Im Dezember 2021 verkündete die katholische Kplus Gruppe zunächst, dass die Klinik 2024 geschlossen und nach Hilden verlagert werden solle. Nach dem Verlust der Stroke Unit an das Städtische Klinikum Solingen durch die zeitgleiche Kündigung der gesamten Belegschaft, konnten diese Pläne nicht aufrechterhalten werden. Daher wurde angegeben, die St.-Lukas-Klinik werde bereits im Dezember 2023 schließen, die Standorte in Hilden und Haan im Januar 2024. Durch diesen Schritt hätte die Region gleich drei Krankenhäuser auf einmal verloren, der Standort in Hilden wurde nach Protesten jedoch durch die GFO übernommen.
Am 30. November 2023 wurden schließlich in der St.-Lukas-Klinik die letzten Patienten entlassen und am 1. Dezember 2023 wurde die Klinik geschlossen.

## Fachbereiche
Das Haus verfügte über folgende Fachbereiche:
- Innere Medizin – Gastroenterologie und Kardiologie
- Innere Medizin – Onkologie und Hämatologie
- Frauenheilkunde und Geburtshilfe
- Neurologie mit Stroke Unit
- Geriatrie
- Mund-, Kiefer- und plastische Gesichtschirurgie
- Anästhesie, Intensivmedizin und Schmerztherapie

Darüber hinaus gab es zertifizierte Zentren, deren Einzugsgebiet teils weit über das Stadtgebiet hinausreichte:
- Überregionales Schlaganfallzentrum
- Onkologisches Zentrum
- Darmzentrum
- Pankreaszentrum
- MDS Exzellenszentrum
- lokales Traumazentrum

## Nachnutzung
Die Idee, die Gebäude als Flüchtlingsunterkunft zu nutzen, wurde durch das Land Nordrhein-Westfalen seit dem Herbst 2023 untersucht. Allerdings entschied die Bezirksregierung Düsseldorf im Oktober 2024, dass die ehemalige St. Lukas Klinik nicht als Flüchtlingsunterkunft geeignet sei.